# Бріттані Фурлан
Брітані Джейн Фурлан (Brittany Jayne Furlan) (нар. 5 вересня 1986) — американська інтернет-персона, комік і актор із Лос-Анджелеса. До листопада 2015 року вона була найпопулярнішою жіночою відео зіркою на Vine . 
У 2015 році журнал Time оголосив її однією з найвпливовіших людей в Інтернеті.

## Кар'єра
Фурлан народилася 5 вересня 1986 року в Перкасі, штат Пенсільванія, в сім'ї італійсько-американських батьків. Раніше вона намагалася пробитися на телебачення, перш ніж стати зіркою на Vine, і підписала контракт з контент-мережою Endemol .
Фурлан також з'явилася в кліпі на пісню Pitbull " Fireball " за участю Джона Райана .
Фурлан була втягнута в суперечку під час денного шоу Еммі на червоній доріжці 2014 року, коли вона сказала акторові Райану Певі: «Ми збираємося забрати вас від нас, перш ніж згвалтувати».
У 2018 році вона була головною особою в документальному фільмі Netflix «Американський мем» . 

## Особисте життя
З початку 2017 року Фурлан перебуває у стосунках з барабанщиком американського рок-гурту Mötley Crüe Томмі Лі . 14 лютого 2018 року вони оголосили про заручини в Instagram. Вони одружилися через рік, 14 лютого 2019 року

## Фільмографія
| Рік                   | Назва                            | Роль             | Примітки                                    |
| --------------------- | -------------------------------- | ---------------- | ------------------------------------------- |
| 2015 рік              | Ми ваші друзі                    | Сара             | Фільм                                       |
| 2015 рік              | Боротьба — це не боротьба        | Голдберг         | Короткий фільм                              |
| 2018 рік              | Єдиноріг                         | Саманта          | Фільм                                       |
| 2018 рік              | Американський мем                | Сама             | Документальний фільм                        |
| 2019 рік              | Бруд                             | Подруга по групі | Фільм                                       |
| 2019 рік              | E! Справжня голлівудська історія | Сама             | Епізод: «Чи слава — це залежність?»         |
| 2020 рік              | Шпигунське втручання             | Бріанна Браун    | Фільм                                       |
| 2021 — теперішній час | райське місто                    | Яніс             | Телевізійний спин-офф американського сатани |

## Нагороди та номінації
| Рік      | Номінована         | Нагорода | Результат |
| -------- | ------------------ | --- | --------- |
| 2015 рік | Teen Choice Awards | Вибір Web: Viner \| style="background: #FDD; color: black; vertical-align: middle; text-align: center; " class="no table-no2"\|Номінація |           |

1. ↑  The 30 Most Influential People on the Internet. Time. 5 березня 2015. Архів оригіналу за 21 березня 2015. Процитовано 5 березня 2015.
2. ↑  How Vine's Biggest Female Star Brittany Furlan Is Building a Career – One 6-Second Video at a Time. The Wrap. 27 березня 2014. Архів оригіналу за 10 березня 2015. Процитовано 5 березня 2015. [Архівовано 2015-03-10 у Wayback Machine.]
3. ↑  Vine Star Brittany Furlan Signs With Endemol Network ... Variety. 23 квітня 2014. Архів оригіналу за 19 жовтня 2018. Процитовано 5 березня 2015.
4. ↑  Rivera, Zayda (23 червня 2014). Daytime Emmys red carpet hosts deemed 'appalling' for rape joke. New York Daily News. Архів оригіналу за 19 вересня 2018. Процитовано 12 серпня 2017.
5. ↑  Tommy Lee Is Engaged to Vine Star Brittany Furlan. E! Online (амер.). Архів оригіналу за 2 квітня 2019. Процитовано 23 лютого 2018.
6. ↑  Tommy Lee Marries Social Media Star Brittany Furlan: 'We Did It!'. PEOPLE.com (англ.). Архів оригіналу за 11 квітня 2019. Процитовано 15 лютого 2019.